# Campillo de Dueñas
Campillo de Dueñas és un municipi de la província de Guadalajara, a la comunitat autònoma de Castella-La Manxa.

## Demografia
| 1991 |  | 1996 |  | 2001 |  | 2004 |
| ---- |  | ---- |  | ---- |  | ---- |
| 165  |  | 151  |  | 119  |  | 111  |